# Trichocorixa
Trichocorixa is een geslacht van wantsen uit de familie van de Corixidae (Duikerwantsen). Het geslacht werd voor het eerst wetenschappelijk beschreven door Kirkaldy in 1908.

## Soorten
Het genus bevat de volgende soorten:

- Trichocorixa arizonensis Sailer, 1948
- Trichocorixa beebei Sailer, 1948
- Trichocorixa borealis Sailer, 1948
- Trichocorixa calva (Say, 1832)
- Trichocorixa confusa Sailer, 1948
- Trichocorixa darpomorza Jaczewski, 1933
- Trichocorixa kanza Sailer, 1948
- Trichocorixa louisianae Jaczewski, 1931
- Trichocorixa macroceps (Kirkaldy, 1908)
- Trichocorixa mendozana Jaczewski, 1927
- Trichocorixa milicorum Bachmann, 1979
- Trichocorixa minima (Abbott, 1913)
- Trichocorixa naias (Kirkaldy & Torre-Bueno, 1909)
- Trichocorixa orinocoensis Hungerford, 1948
- Trichocorixa parvula (Champion, 1901)
- Trichocorixa reticulata (Guérin-Méneville, 1857)
- Trichocorixa sexcincta (Champion, 1901)
- Trichocorixa uhleri Sailer, 1948
- Trichocorixa verticalis (Fieber, 1851)